# Gregory Abbott
Gregory Joel Abbott (* 2. dubna 1954, Harlem)  je americký zpěvák, hudebník, skladatel a producent. Mezi jeho největší hity patří “Shake You Down”.

## Životopis

### Mládí
Narodil se v Harlemu v New Yorku. Abbottovi rodiče pocházeli z Venezuely a Antiguy. Během jeho raných let ho matka naučila, jak hrát na klavír, a povzbuzovala ho, aby se také rozvíjel hlasově. Před svou kariéru hudebníka studoval psychologii na Kalifornské univerzitě v Berkeley a kreativní psaní na Stanfordu, kde vyhrál stipendium Wallace Stegnera. Poté učil angličtinu v Berkeley.

### Hudební kariéra
Jednou z jeho prvních příležitostí bylo album pro nezávislou nahrávací společnost, která mu dalo příležitost udělat duet s Whitney Houston. Abbott pokračoval v produkci skupiny EQ na Atlantic Records. V roce 1986 vydal Abbott své první sólové album Shake You Down. Titulní skladba alba byla úspěšná, získala platinu a trumfl Billboard Hot 100. Druhý singl alba „I Got The Feelin '(It's Over)“ dosáhl čísla 5 na žebříčku R&B.
V mezinárodním měřítku měl Abbott mnoho úspěchů a získal první cenu na Tokijském hudebním festivalu. Titulní skladba jeho druhého alba „I'll Prove It To You“, která vyšla v roce 1988, byla uvedena na soundtracku k japonskému filmu. V Belgii vystupoval s princeznou Stephanie z Monaka. V průběhu let byla velká část jeho nové hudby vydána prostřednictvím singlů na jeho vlastním labelu Mojo Man Entertainment. Abbott pokračoval ve svém stylu R&B.

### Osobní život
Abbott byl ženatý s americkou zpěvačkou Fredou Payne. Payne a Abbott mají syna Gregoryho Abbotta, Jr., který se narodil 19. září 1977. Roku 1979 bylo oznámeno, že jeho manželka požádala o rozvod.

## Diskografie

### Alba
- 1986 – Shake You Down (Columbia Records)
- 1988 – I'll Prove It to You (Columbia Records)
- 1996 – One World! (Musik International)
- 1998 – Super Hits ( Legacy Recordings )
- 2002 – Eyes, Whispers, Rhythm, Sex… (Musik International)
- 2005 – Dancing the Inner Realm… (Musik International-Mojo Man)
- 2006 – Rhyme and Reason
- 2011 – výroční vydání „Shake You Down“ (Friday Music)
- 2012 – „Drop Your Mask“

### Singly

#### Velké singly
| Rok  | Single                        | Pozice grafu | Pozice grafu | Pozice grafu |
| Rok  | Single                        | R&B          | UK           | US           |
| ---- | ----------------------------- | ------------ | ------------ | ------------ |
| 1986 | Shake You Down                | 1            | 6            | 1            |
| 1986 | I Got The Feelin' (It's Over) | 5            | -            | 56           |

#### Další singly
- 1988 – I'll Prove It To You
- 1988 – Let Me Be Your Hero
- 1994 – Handyman
- 1994 – Do The Caribbean
- 2002 – Sexual
- 2003 – Three Little Birds Duet with Phoebe Snow
- 2007 – Middle of Harlem
- 2007 – Shake You Down (Re-Make)
- 2009 – Baby Mama
- 2011 – Soul Food
- 2011 – Eyes
- 2012 – Island Woman
- 2012 – Sugar Sugar
- 2013 – Rock You Gently
- 2014 – Every Little Step
- 2014 – Have Yourself A Merry Little Christmas
- 2015 – How Deep Is Your Love
- 2015 – Stir It Up
- 2016 – When Something is Wrong With My Baby
- 2017 – Deja Vu
- 2017 – On and On
- 2018 – Stop, Look, Listen (To Your Heart)
- 2019 – My Heart Has Found a Home